# 楊賢 (嘉靖進士)
楊賢（1506年—？年），字公荐，一字子庸，號臨溪，又號東泉，山東兖州府濟寧州人，明朝政治人物。

## 生平
由國子生中式嘉靖七年（1528年）戊子科山東鄉試第四十七名舉人，年二十七歲中式嘉靖十一年（1532年）壬辰科第三甲第一百三十四名進士。觀禮部政，授西安府推官，復除鳳翔府，陞武昌府知府，升陝西副使，河南左參政，復除陝西右參政，陞按察使，湖廣右布政使，復除四川，轉左，以主親回籍勘明，復除四川左布政使，隆慶四年（1570年）八月陞南京光祿寺卿，五年十月改太僕寺卿，六年闰二月因衰老被弹劾致仕。

## 家族
曾祖楊賔，贈都察院右副都御史；祖楊汴，散官；父楊栗，訓導；母李氏。具慶下，妻袁氏。兄楊貢。子楊自得。